# ایر لابرادور
ایر لابرادور (به انگلیسی: Air Labrador) یک شرکت هواپیمایی با کد یاتا WJ است که در تاریخ ۱۹۴۸ میلادی تأسیس شده است. دفتر مرکزی ایر لابرادور در کانادا واقع شده‌است و قطب این شرکت هواپیمایی در سی‌اف‌بی گوس بی قرار دارد و به ۲۴ مقصد، پرواز انجام می‌دهد.